# Rádio Londres
Rádio Londres foi uma estação de rádio que operou de 1940 a 1944, fluindo através da BBC, em Londres, até a França ocupada pelos nazistas. Suas transmissões eram todas em francês, e realizadas pelos franceses livres que haviam escapado da França ocupada. A emissora serviu não apenas para combater as transmissões de propaganda da Radio Paris, controlada pelos alemães, e da Radiodiffusion Nationalem do governo de Vichy, mas também para apelar aos franceses para que se erguessem contra o invasor, além de ser usada para enviar mensagens codificadas à Resistência Francesa.

## Origem e Propósito

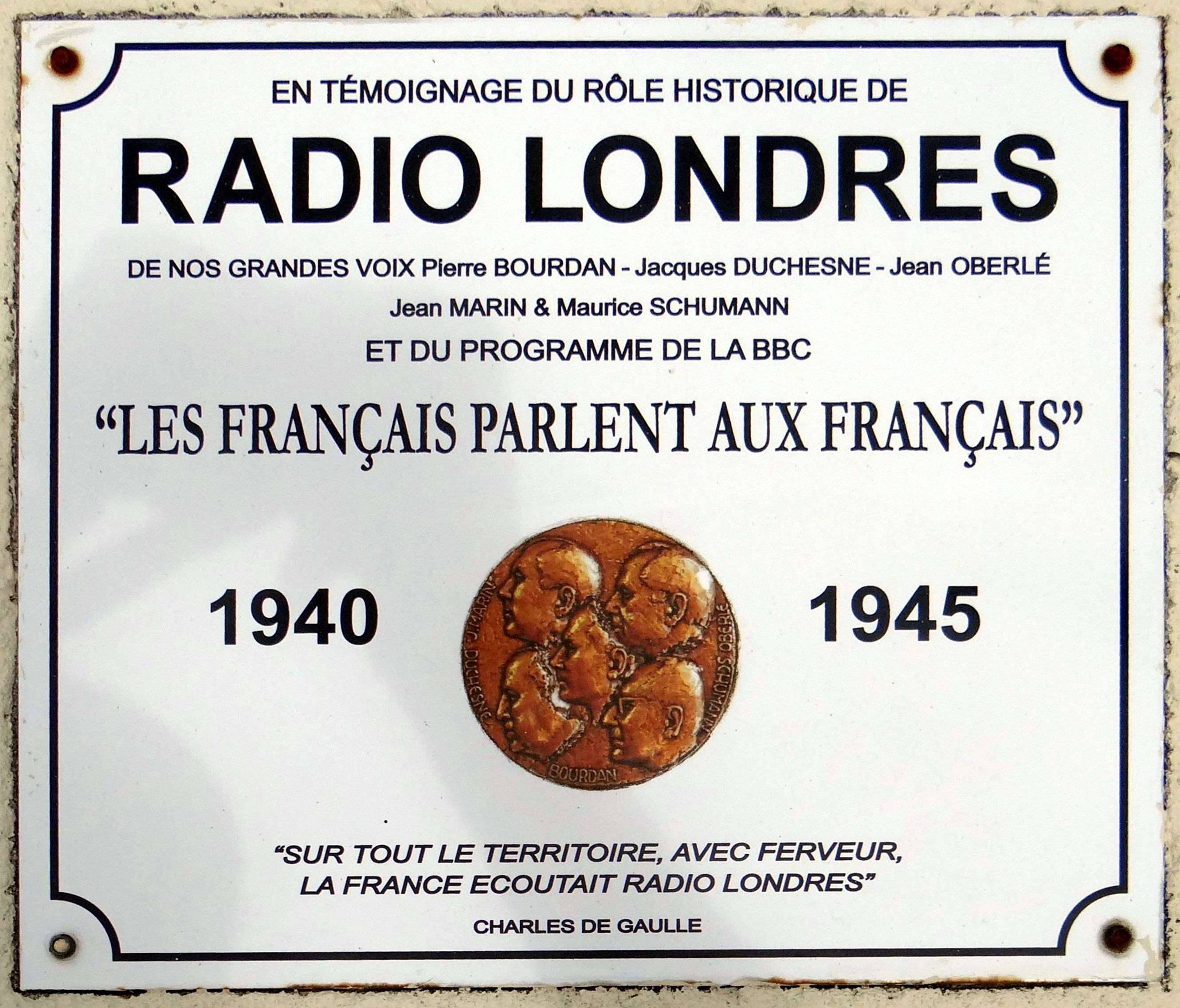
Placa comemorativa da Rádio Londres no cemitério de Asnelles, Calvados.

Em 1940, a BBC abriu seu estúdio para os primeiros membros da resistência que fugiram da ocupação da França pela Alemanha, durante a II Guerra Mundial. A Rádio Londres começou ali, e se tornaria o meio de comunicação dos franceses, por quatro anos. Sua primeira transmissão se iniciou com a declaração: "Ici Londres! Les français parlent aux français. . . " ("Aqui é Londres! De francês falando para francês..."), que se tornou uma citação muito conhecida na França. A Rádio Londres era a voz da França Livre, que se organizava sob o comando de Charles de Gaulle, que transmitiu por ela o Apelo de 18 de junho, convocando seus compatriotas a resistir e se levantar contra a ocupação.
Por meio de transmissões oriundas da Grã-Bretanha, a Resistência Francesa encontrou uma voz que podia ser ouvida no continente, servindo para combater as transmissões da propaganda nazista, na Rádio Paris e na Rádio-Vichy. Percebendo o efeito negativo que isso causava na ocupação, os alemães rapidamente proibiram a audição da Rádio Londres. 
A Rádio Londres também encorajou a revolta contra a ocupação, incluindo os apelos de De Gaulle para esvaziar as ruas de Paris por uma hora, manifestações e a preparação do Dia D, ou a campanha V da Vitória, que incitou os franceses a desenhar um V nas paredes como um sinal de ato de subversão. Também enviou mensagens codificadas para a resistência francesa.
Rompendo com o estilo formal das rádios francesas, alguns jovens locutores (Jacques Duchesne, Jean Oberlé, Pierre Bourdan, Maurice Schumann e Pierre Dac) mudaram o tom de suas falas, com mensagens pessoais, esquetes, canções, piadas e propaganda cômica.

## Mensagens Codificadas

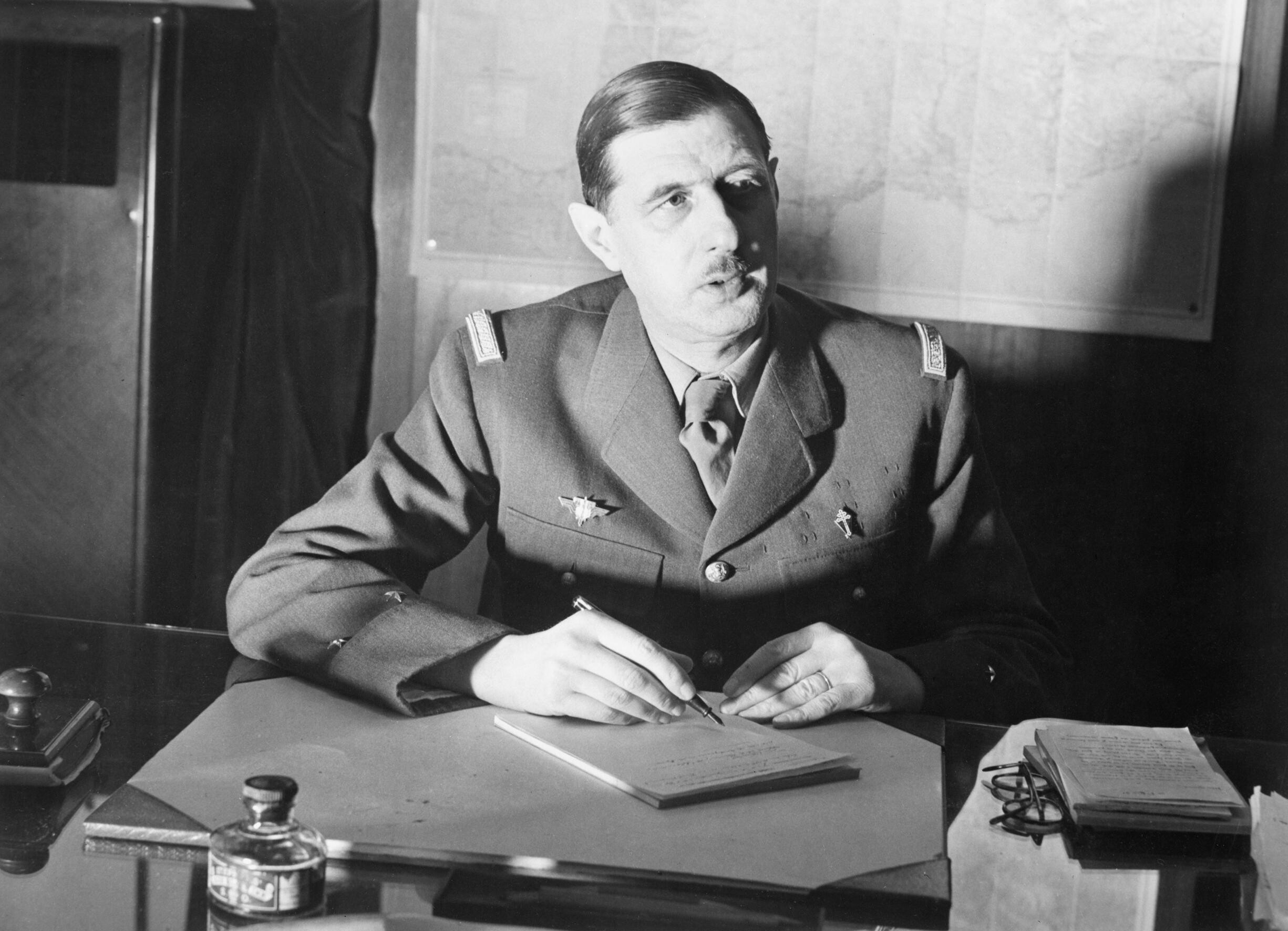
Charles de Gaulle (foto) fez várias transmissões na Rádio Londres durante a guerra.

Georges Bégué, um operador do Executivo de Operações Especiais (SOE), teve a ideia de enviar mensagens pessoais, aparentemente sem sentido, aos agentes em campo, a fim de reduzir o tráfego de rádio aberto, mais perigoso.
As transmissões passaram a se iniciar com "Antes de começarmos, por favor, ouça algumas mensagens pessoais." Assim, ficava claro, para quase todos, que eram mensagens codificadas, muitas vezes divertidas e completamente sem contexto. As mensagens típicas incluíam: "Jean tem um longo bigode" e "Há um incêndio na seguradora". Cada uma tinha com algum significado para um determinado grupo de resistência.
As transmissões tinham como propósito principal enviar mensagens à resistência, mas também agradeciam aos agentes franceses, ou simplesmente davam ao inimigo a impressão de que algo estava sendo preparado. Como essas mensagens estavam em código, não cifradas, os ocupantes não podiam entendê-las sem um livro de códigos, então eles tiveram que concentrar seus esforços em bloquear as mensagens.
A partir do começo de junho de 1944, os Aliados inundaram a rede com mensagens. Somente no dia 1º de junho mais de 200 mensagens foram enviadas, deixando claro para quem estava ouvindo que alguma coisa estava em andamento. Embora em alguns lugares o bloqueio do Axis tenha sido mais eficaz do que em outros, o ruído de fundo e a estática não foram suficientes para abafar o som da 5ª Sinfonia de Beethoven, cujas primeiras quatro notas correspondem ao ponto-ponto-ponto-traço do Código Morse, indicando o V da Vitória.
Pouco antes do desembarque do Dia D, em 6 de junho de 1944, a Rádio Londres transmitiu a primeira estrofe do poema de Paul Verlaine, "Chanson d'automne", para informar a resistência de que a invasão era iminente. A primeira parte da estrofe, Les sanglots longs des violons de l'automne ("os longos soluços dos violinos do outono"), indicava que a invasão começaria em 24 horas; a segunda, Blessent mon cœur d'une langueur monótono ("feriu meu coração com um langor monótono"), foi o chamado direto à ação.
No final de 1944 a vitória dos Aliados na França significou o fim da Rádio Londres.